# Valle Rico
Valle Rico è un comune (corregimiento) della Repubblica di Panama situato nel distretto di Las Tablas, provincia di Los Santos. Si estende su una superficie di 41,4 km² e conta una popolazione di 400 abitanti (censimento 2010).